# Золотой Поток
Золотой Поток (укр. Золотий Потік) — посёлок в Чортковском районе Тернопольской области Украины. Административный центр Золотопотокской поселковой общины.

## Географическое положение
Посёлок городского типа Золотой Поток находится на берегах реки Золотая, выше по течению на расстоянии в 0,5 км расположено село Соколов, ниже по течению на расстоянии в 1,5 км расположено село Костыльники.

## История
В период 1388—1570 года село называлось Загайполе. В 1570 год переименовано в Золотой Поток и получило статус местечка. В 1984 году получил статус посёлок городского типа.
В январе 1989 года численность населения составляла 2479 человек.
По состоянию на 1 января 2013 года численность населения составляла 2469 человек.

## Экономика
- «Золотопотоцкое», ЧП.
- «Березка», ЗАО.

## Объекты социальной сферы
- Школа.
- Детский сад.
- Музыкальная школа.
- Дом культуры.
- Фельдшерско-акушерский пункт.
- Больница.

## Достопримечательности
- Золото-Потокский замок — замок князей Потоцких.